# 로베르토 페레이라
로베르토 막시밀리아노 페레이라(스페인어: Roberto Maximiliano Pereyra, 1991년 1월 7일, 아르헨티나 산미겔데투쿠만 ~ )는 아르헨티나의 축구 선수로 현재 세리에 A 클럽인 우디네세 칼초에서 뛰고 있다.